# Ruokojärvi (sjö i Puumala, Södra Savolax)
Ruokojärvi är en sjö i kommunen Puumala i landskapet Södra Savolax i Finland. Sjön ligger 81,8 meter över havet. Arean är 1,25 kvadratkilometer och strandlinjen är 12,67 kilometer lång. Sjön  ingår i Vuoksens huvudavrinningsområde.   Den ligger omkring 58 kilometer öster om S:t Michel och omkring 250 kilometer nordöst om Helsingfors. 
I sjön finns öarna Nimetönsaari och Kunnansaaret. 